# Giovanni Migliorati (biskup)
Giovanni Migliorati MCCJ (ur. 24 sierpnia 1942 w Pavone del Mella, zm. 12 maja 2016 w Brescii) – włoski duchowny katolicki posługujący w Etiopii, wikariusz apostolski Awasy w latach 2009-2016.

## Życiorys
Święcenia kapłańskie otrzymał 12 kwietnia 1969 w zgromadzeniu kombonianów. Po święceniach i studiach w Addis Abebie został wikariuszem w zakonnych parafiach w Etiopii, a w 1974 został dyrektorem centrum katechetycznego w Dongorze. W kolejnych latach pracował jako mistrz nowicjatu, promotor powołań i wikariusz generalny. W latach 1994–2001 był wychowawcą nowo powstałej komboniańskiej placówki w Warszawie. W 2001 powrócił do Etiopii i objął funkcję rektora seminarium w Awasie.
21 marca 2009 papież Benedykt XVI mianował go wikariuszem apostolskim Awasy ze stolicą tytularną Ambia. 31 maja tego samego roku z rąk arcybiskupa Berhaneyesusa Souraphiela przyjął sakrę biskupią. Funkcję sprawował aż do swojej śmierci.
Zmarł w Brescii 12 maja 2016.